# Parade Magazine

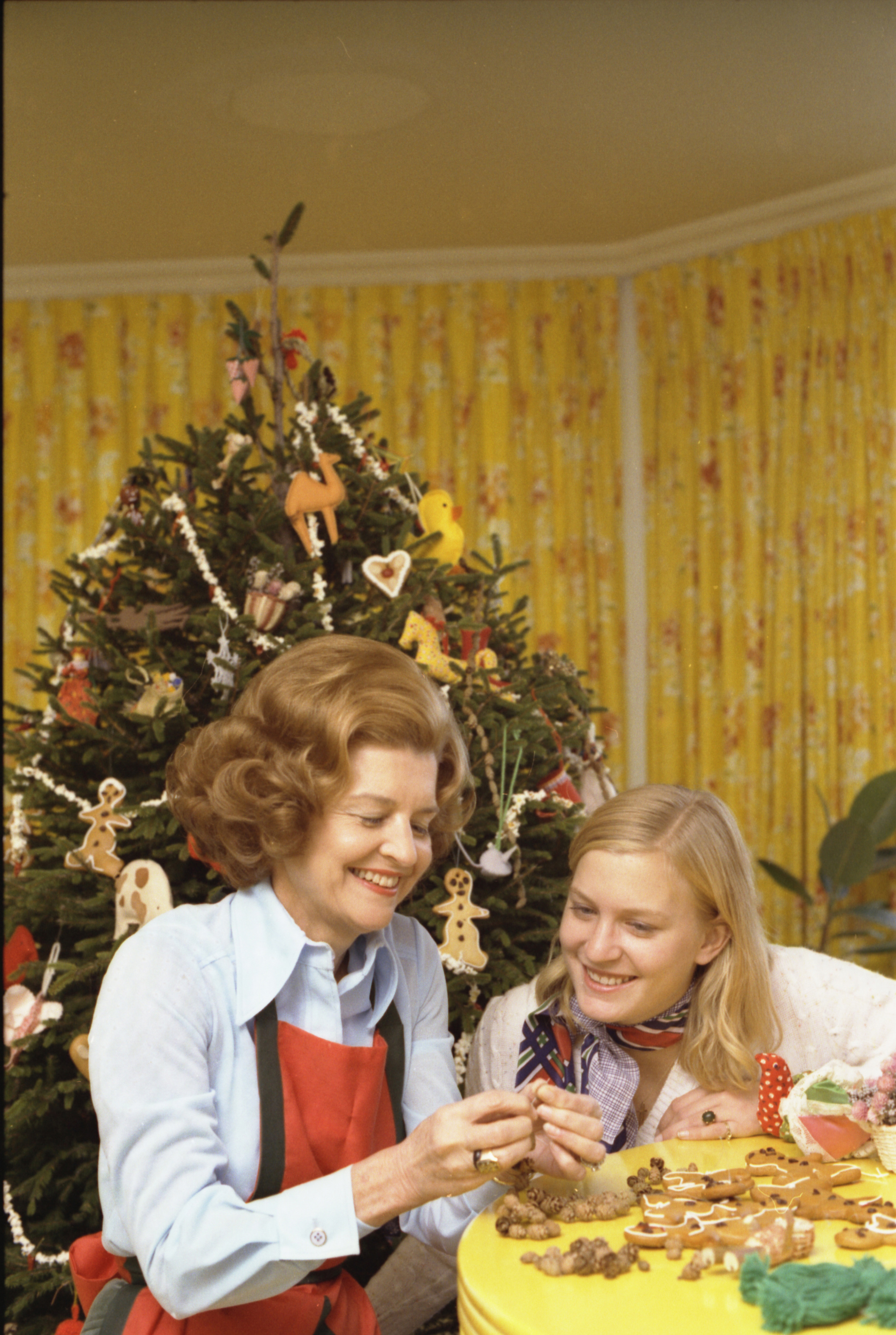
11/10/1975 ; Troisième étage de la Maison-Blanche – Solarium ; Betty Ford, Susan Ford ; F et Susan devant un sapin de Noël décoré, fabriquant des décorations à table ; Séance photo pour le magazine Parade ; Arbre de Noël, décorations de Noël.

Parade est un magazine distribué tous les dimanches aux États-Unis sous la forme d'un supplément à des centaines de journaux et ce à travers tout le pays. Il a été fondé en 1941 et est la propriété d'Advance Publications.

## Les rubriques
- Personality Parade (lumière sur les personnalités en vogue) par Walter Scott
- Ask Marilyn (demandez à Marilyn/ conseils pratiques) par Marilyn vos Savant
- Simply Delicious (cuisine) par Sheila Lukins
- Health (santé) par le Dr Isadore Rosenfeld
- Fitness (forme) par Michael O'Shea
- Gadget Guide (guide de gadgets) par Robert Moritz
- In Step With (les sorties) par James Brady
- Intelligence Report (faits de société) par Lyric Wallwork Winik